# 杰茜卡·福克斯
杰茜卡·福克斯（英語：Jessica Fox，1994年6月11日—），澳大利亚女子皮划艇运动员。她曾代表澳大利亚参加2012年、2016年、2020年、2024年夏季奥林匹克运动会皮划艇比赛，获得三枚金牌、一枚银牌和两枚铜牌。